# Energia tèrmica

La temperatura d'un gas ideal monoatòmic és una mesura relacionada amb l'energia cinètica mitjana de les seves molècules en moure's. En aquesta animació, la relació del grandària dels àtoms d'heli respecte a la seva separació s'aconseguiria sota una pressió de 1950 atmosferes. Aquests àtoms a temperatura ambienti tenen una certa velocitat mitjana (aquí reduïda dos bilions de vegades).

L'energia tèrmica és la part de la energia interna d'un sistema termodinàmic en equilibri que és proporcional a la seva temperatura absoluta i s'incrementa o disminueix per transferència d'energia, generalment en forma de calor o treball, en processos termodinàmics. A nivell microscòpic i en el marc de la Teoria cinètica, és el total de l'energia cinètica mitjana present com el resultat dels moviments aleatoris d'àtoms i molècules o agitació tèrmica, que desapareixen en el zero absolut.
L'energia tèrmica pot ser obtinguda de la naturalesa, a partir de l'energia química, mitjançant una reacció exotèrmica, com la combustió d'algun combustible; per una reacció nuclear de fissió o de fusió; mitjançant energia elèctrica per efecte Joule o per efecte termoelèctric; o per fregament, com residu d'altres processos mecànics o químics. Així mateix, és possible aprofitar energia de la naturalesa que es troba en forma d'energia tèrmica, com l'energia geotèrmica o l'energia solar tèrmica.
L'obtenció d'energia tèrmica implica un impacte ambiental. La combustió allibera diòxid de carboni (CO₂) i emissions contaminants. La tecnologia actual en energia nuclear dona lloc a residus radioactius que han de ser controlats. A més han de tenir-se en compte la utilització de terreny de les plantes generadores d'energia i els riscos de contaminació per accidents en l'ús dels materials implicats, com els vessaments de petroli o de productes petroquímics derivats.

## Introducció
En 1807 Thomas Young va encunyar el terme energia i en 1852 lord Kelvin va proposar el seu ús en termodinàmica. El concepte energia interna i el seu símbol {\displaystyle U} van aparèixer per primera vegada en els treballs de Rudolph Clausius i William Rankine, en la segona meitat del segle xix, i amb el temps va substituir als termes treball interior, treball intern i energia intrínseca emprats habitualment en aquesta època. James Prescott Joule introduiria les definicions de calor latent i calor sensible.
L'energia tèrmica representa l'energia interna total d'un objecte: la suma de les seves energies moleculars potencial i cinètica. Quan dos objectes amb diferents temperatures es posen en contacte, es transfereix energia d'un a un altre. Per exemple, si es deixen caure carbons calents en un recipient amb aigua, l'energia tèrmica es transferirà dels carbons a l'aigua fins que el sistema aconsegueixi una condició estable anomenada equilibri tèrmic.
En termodinàmica, l'energia tèrmica també coneguda com a energia interna d'un sistema és la suma de les energies cinètiques de totes les seves partícules constituents, més la suma de totes les energies potencials d'interacció entre elles. L'energia cinètica i potencial són formes microscòpiques d'energia, és a dir, es relacionen amb l'estructura molecular d'un sistema i el grau de l'activitat molecular, i són independents dels marcs de referència externs; per això és important aclarir que l'energia interna no inclou l'energia potencial deguda a la interacció entre el sistema i el seu entorn, per tant, l'energia interna d'una substància no inclou l'energia que aquesta pot posseir com a resultat de la seva posició macroscòpica o el seu moviment.
D'acord amb la teoria atòmica, l'energia tèrmica representa energia cinètica de molècules que es mouen ràpidament. L'elevació de temperatura correspon a un increment en l'energia cinètica mitjana de les molècules. Com l'energia tèrmica representa l'energia d'àtoms i molècules que constitueixen un objecte, sovint se li crida energia interna. Des del punt de vista atòmic, l'energia interna pot incloure no solament l'energia cinètica de les molècules, sinó també la energia potencial (generalment de naturalesa elèctrica) a causa de les posicions relatives dels àtoms dins de les molècules. A un nivell macroscòpic, l'energia interna correspon a forces no conservatives com la fricció. Tanmateix, al nivell atòmic, l'energia és parcialment cinètica i potencial, i les forces corresponents són conservatives.
S'usa el símbol {\displaystyle U} per l'energia interna. Durant un canvi d'estat del sistema, l'energia interna podria canviar d'un valor inicial {\displaystyle U_{1}} a un ﬁnal {\displaystyle U_{2}}. El canvi en energia interna es denota com a {\displaystyle \Delta U=U_{2}-U_{1}}.
Quan s'agrega certa quantitat de calor {\displaystyle Q} a un sistema i aquest no realitza treball durant el procés (pel que {\displaystyle W=0}), l'energia interna augmenta en una quantitat igual a {\displaystyle Q}; és a dir, {\displaystyle \Delta U=Q}. Quan el sistema efectua un treball {\displaystyle W} expandint-se contra el seu entorn i no s'agrega calor durant aquest procés, surt energia del sistema i disminueix l'energia interna: {\displaystyle W} és positiu, {\displaystyle Q} és zero i aquest no realitza treball durant el procés (pel que {\displaystyle W=0}), l'energia interna augmenta en una quantitat igual a {\displaystyle Q}; és a dir, {\displaystyle \Delta U=-W}.
Si hi ha tant transferència de calor com a treball, el canvi total d'energia interna és:
{\displaystyle U_{2}-U_{1}=\Delta U=Q-W} (primera llei de la termodinàmica)
Això pot reacomodar-se de la següent manera:
{\displaystyle Q=\Delta U+W}
Això significa que quan s'agrega calor {\displaystyle Q} a un sistema, una part d'aquesta energia agregada roman en el sistema, modiﬁcant amb clau la seva energia interna en una quantitat {\displaystyle \Delta U}; la resta surt del sistema quan aquest efectua un treball {\displaystyle W} contra el seu entorn. Ja que W i Q poden ser positius, negatius o zero, {\displaystyle \Delta U} pot ser positiva, negativa o zero per a diferents processos. La primera llei de la termodinàmica és una generalització del principi de conservació de l'energia per incloure la transferència d'energia com a calor i com a treball mecànic.

## Enfocament termodinàmic
En l'anàlisi termodinàmica, amb freqüència és útil considerar dos grups per a les diverses formes d'energia que conformen l'energia total d'un sistema: macroscòpiques i microscòpiques. Les formes macroscòpiques d'energia són les que posseeix un sistema com un tot en relació amb cert marc de referència exterior, com les energies cinètica i potencial. Les formes microscòpiques d'energia són les que es relacionen amb l'estructura molecular d'un sistema i el grau de l'activitat molecular, i són independents dels marcs de referència externs. La suma de totes les formes microscòpiques d'energia es denomina energia interna d'un sistema i es denota mitjançant {\displaystyle U}.
Per comprendre millor l'energia interna, els sistemes s'examinen a nivell molecular. Les molècules de gas es mouen a l'espai amb certa velocitat; per tant, posseeixen una mica d'energia cinètica. Això es coneix com a energia de translació. Els àtoms de les molècules poliatòmiques roten respecte a un eix i l'energia relacionada amb aquesta rotació és l'energia cinètica de rotació. Els àtoms d'aquest tipus de molècules podrien vibrar respecte al seu centre de massa comuna, llavors l'energia d'aquest moviment de “vaivé” seria l'energia cinètica vibratòria. Per als gasos, l'energia cinètica es deu sobretot als moviments de translació i rotació, en els quals el moviment vibratori es torna significatiu a altes temperatures. Els electrons en un àtom giren entorn del nucli i, per tant, posseeixen energia cinètica rotacional. Els electrons d'òrbites exteriors tenen energies cinètiques més grans. Com aquestes partícules també giren entorn dels seus eixos, l'energia relacionada amb aquest moviment és l'energia de gir (espín). Les altres partícules que estan situades en el nucli d'un àtom també posseeixen energia de gir. La porció de l'energia interna d'un sistema relacionada amb l'energia cinètica de les molècules es diu energia sensible (o energia cinètica de les molècules). La velocitat mitjana i el grau d'activitat de les molècules són proporcionals a la temperatura del gas, per la qual cosa a temperatures més elevades les molècules posseeixen energies cinètiques superiors i, com a conseqüència, el sistema té una energia interna més alta. L'energia interna també es relaciona amb diverses forces d'enllaç entre les molècules d'una substància, entre els àtoms dins d'una molècula i entre les partícules a l'interior d'un àtom i el seu nucli. Les forces que uneixen a les molècules entre si són més intenses en els sòlids i més febles en els gasos. Si s'agrega prou energia a les molècules d'un sòlid o d'un líquid, aquestes vencen les forces moleculars i se separen, de manera que la substància es converteix en un gas; est és un procés de canvi de fase. A causa de l'energia agregada, un sistema en la fase gasosa es troba en un nivell més alt d'energia interna que el de la fase sòlida o líquida. L'energia interna relacionada amb la fase d'un sistema es diu energia latent. El procés de canvi de fase pot ocórrer sense que es modifiqui la composició química d'un sistema. La major part dels problemes reals cauen dins d'aquesta categoria, per la qual cosa no és necessari parar esment a les forces d'enllaç dels àtoms en una molècula. Un àtom en el seu nucli té neutrons i protons amb càrrega positiva enllaçats entre si mitjançant intenses forces, a més d'electrons carregats negativament orbitant al seu voltant. L'energia interna relacionada amb els enllaços atòmics en una molècula es diu energia química. Durant una reacció química, per exemple un procés de combustió, alguns enllaços químics es destrueixen i uns altres es formen, la qual cosa dona com a resultat que l'energia interna experimenti un canvi. Les forces nuclears són molt majors que les que uneixen als electrons amb el nucli. Aquesta enorme quantitat d'energia relacionada amb els forts enllaços dins del nucli de l'àtom es diu energia nuclear.

## Energia interna d'un gas ideal
L'energia cinètica de translació {\displaystyle E_{c}} de les molècules d'un gas ideal està relacionada amb la temperatura absoluta T.
{\displaystyle E_{c}={\frac {3}{2}}nRT}
on n és el nombre de mols del gas i R, la constant universal dels gasos. Si es considera que aquesta energia de translació constitueix tota l'energia interna del gas llavors {\displaystyle U=E_{c}}:
{\displaystyle U={\frac {3}{2}}nRT}
En aquest cas l'energia interna d'un gas ideal depèn solament de la seva temperatura i del nombre de mols, no de la seva pressió ni del seu volum. Si les molècules, a més de l'energia cinètica de translació, tenen altres tipus d'energia tals com l'energia de rotació, l'energia interna serà major que l'expressada per l'equació anterior. No obstant això, d'acord amb el teorema de equipartición, l'energia mitjana associada amb qualsevol grau de llibertat serà {\displaystyle {\frac {1}{2}}kT} per molècula o {\displaystyle {\frac {1}{2}}RT} per mol, de manera que novament l'energia interna dependrà solament de la temperatura i no del volum ni la pressió.

## Distinció entre temperatura, calor, energia cinètica macroscòpica i energia interna
La teoria cinètica permet fer una clara distinció entre temperatura, calor i energia interna. La temperatura (en kèlvins) és una mesura de la mitjana d'energia cinètica de molècules individuals. L'energia interna es refereix a l'energia total de les molècules dins de l'objecte. Així, dos lingots de ferro calents d'igual massa poden tenir la mateixa temperatura; no obstant això, dos lingots tenen el doble d'energia interna que un solament.
La calor es refereix a una transferència d'energia d'un objecte a un altre com a resultat d'una diferència en temperatura. L'adreça del flux de calor entre dos objectes depèn de les seves temperatures, no de quanta energia tingui cadascun. D'aquesta forma, si 50 g d'aigua a 30 °C es posen en contacte (o es barregen) amb 200 g d'aigua a 25 °C,la calor flueix de l'aigua a 30 °C a l'aigua a 25 °C, tot i que l'energia interna de l'aigua a 25 °C sigui molt major lloc que n'hi ha major quantitat.
També s'ha de fer una distinció entre l'energia cinètica macroscòpica d'un objecte com un tot i les energies cinètiques microscòpiques de les seves molècules, les quals constitueixen l'energia interna de l'objecte. L'energia cinètica d'un objecte és una forma organitzada d'energia relacionada amb el moviment ordenat de les molècules en una adreça amb trajectòria recta o al voltant d'un eix. En canvi, les energies cinètiques de les molècules són completament aleatòries i molt desorganitzades.

## Transferència d'energia tèrmica
Hi ha tres mecanismes fonamentals de transferència d'energia tèrmica: conducció, convecció i radiació.
- Conducció és la transmissió d'energia en forma de calor des d'una part d'un cos a una altra del mateix cos, o bé, des d'un cos a un altre que estigui en contacte físic amb ell, sense desplaçament apreciable de les partícules del cos.
- Convecció és la transmissió de calor des d'un punt a un altre dins d'un fluid, un gas o un líquid, mitjançant la mescla d'una porció del fluid amb una altra. En la convecció natural, el moviment del fluid es deu totalment a diferències de densitat com a resultat de diferències de temperatura; en la convecció forçada, el moviment es produeix per mitjans mecànics. Quan la velocitat forçada és relativament baixa, s'ha d'entendre que els factors de convecció lliure com les diferències de temperatura i densitat, poden tenir una influència important.
- Radiació és la transmissió d'energia tèrmica des d'un cos a un altre, que no es troba en contacte amb ell, per mitjà del moviment d'ones a través del espai.[6]

En tots els mecanismes de transmissió de calor, la velocitat de refredament d'un cos és aproximadament proporcional a la diferència de temperatura que existeix entre el cos i el mitjà que li envolta. Aquest fet es coneix amb el nom de llei de refredament de Newton.
En moltes situacions reals, els tres mecanismes de transferència de la calor es presenten simultàniament, encara que algun d'ells pot ser més dominant que els altres.